# Björklund (torp)

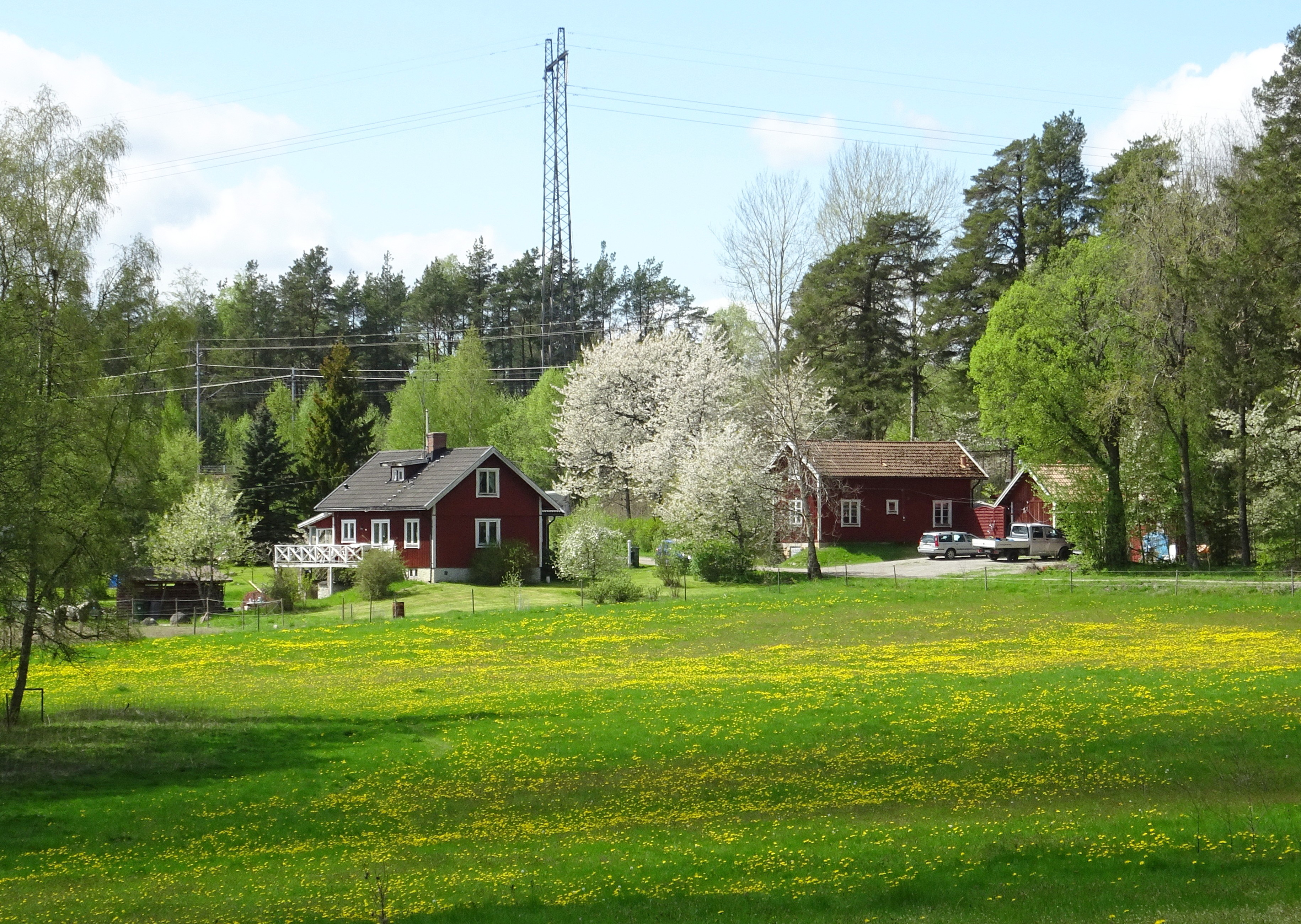
Björklunds båda bostadshus i maj 2021.

Björklund  är ett tidigare torp beläget söder om Jordbro i Österhaninge socken, nuvarande Haninge kommun.

## Historik

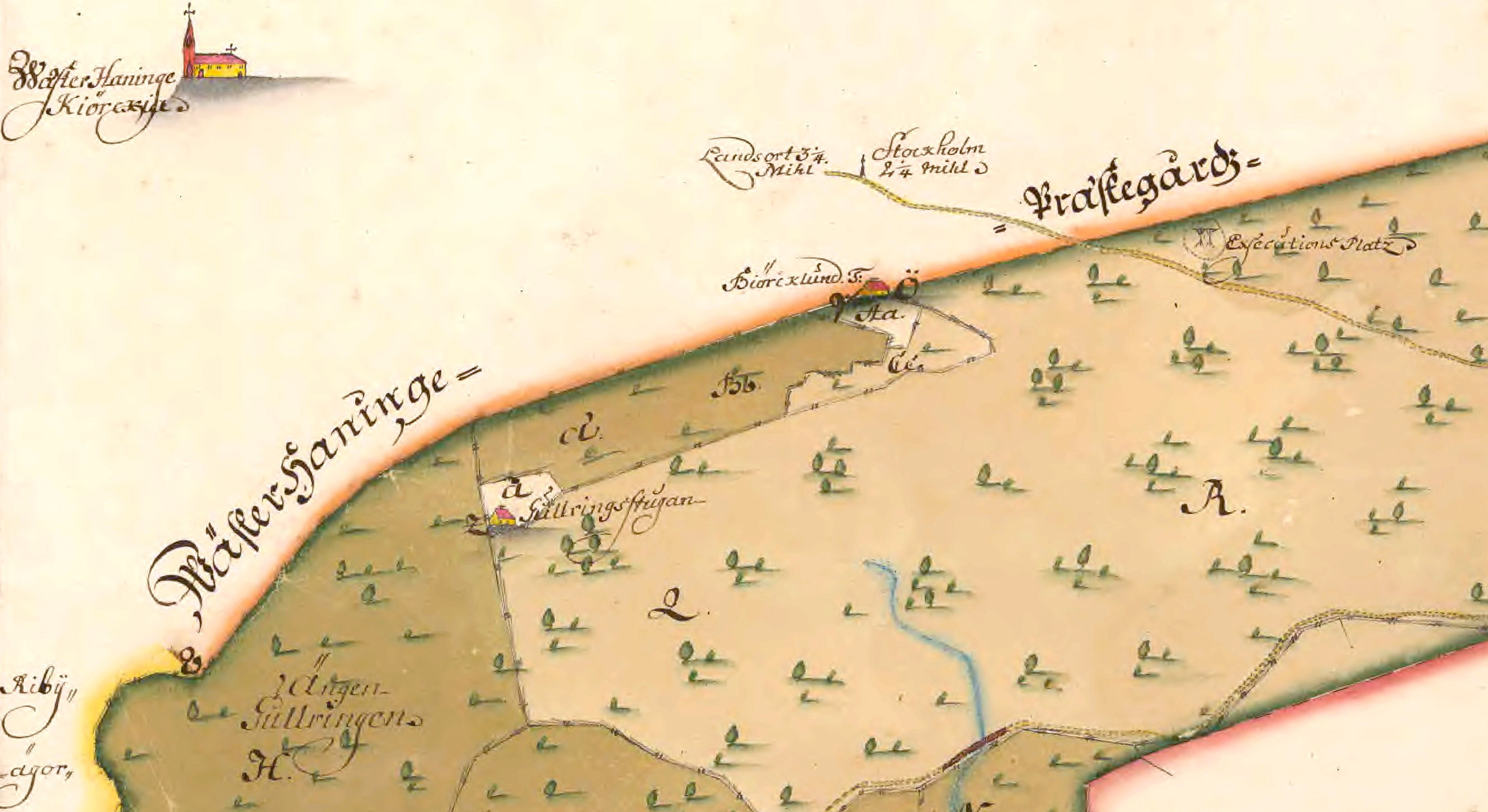
Torpen Björklund, Gullring och avrättningsplatsen 1732.
(Norr är till höger).

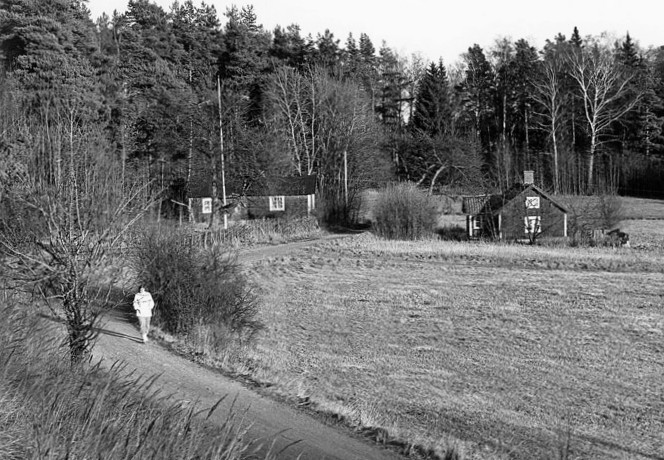
Björklund på 1960-talet.

Björklund ligger mellan Gullringskärrets naturreservat och Jordbro gravfält, nära gränsen till Västerhaninge. Torpet tillhörde prästgården för Österhaninge kyrka, Solberga. Närmaste granne i söder var det numera försvunna torpet Gullringen som också lydde under Solberga. Lite längre åt öster märks Snörum, det tredje Solbergatorpet.
Namnet Björklund återfinns i ett syneprotokoll för Österhaninge prästgård från år 1719. Där står bland annat: en äng Kålängen kallad mäst kärr mark och skog av graan och Biörk [...] Wäster ifrån Biörk-lund af Sal. Probsten uptagit för 8 åhr sedan och har 1/2 span åker och 2 lass äng samt tarfwlige Huus och i Bruk …
År 1732 omnämns Björklund på en arrealavmätningskarta med tillägget "Snugg-stuga", troligen en dåtida benämning på fattigstuga eller stugan var bebodd av tiggare. Vid den tiden var det kyrkans uppgift att sörja för fattiga och sjuka och möjligtvis var Björklund Österhaninges första sociala inrättning.
Strax norr om Björklund sträckte sig färdvägen till och från Stockholm (nuvarande gamla Nynäsvägen). Där landsvägen lämnade Solberga (men fortfarande på Solbergas sida) låg Sotholms härads avrättningsplats. På kartan från 1732 är stället markerat med två galgar som Exsecutions Platz.
På arealavmätningskartan från 1699 är Björklund inte redovisat, men i jordeboken från 1731 står Björklund "som skattlagt torp på Prästegårds ägor" och finns med i kyrkböckerna ända in på 1900-talet. När järnvägen Stockholm-Nynäs drogs förbi här omkring år 1900 förlorade Björklund direktkontakten med områdena i väster.

## Boende

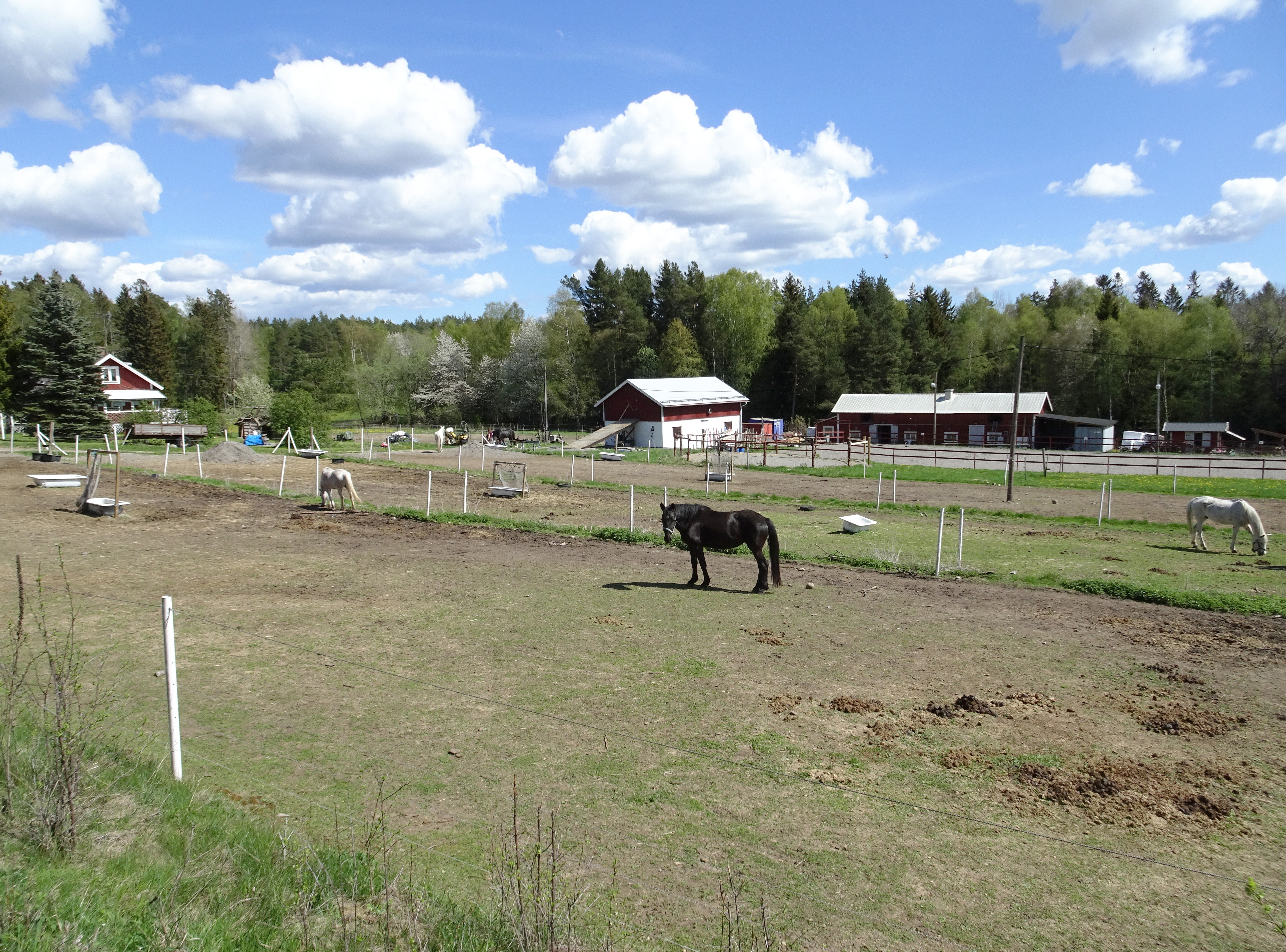
Björklunds hästhagar, bostadshuset syns längst till vänster, maj 2021.

Efter 1746 var stället genomgående bebott av torpare. År 1900 flyttade statardrängen Karl Leonard Hessling hit från gården Strömslund i Jordbro med sin stora familj. I hushållet fanns, utöver Karl Leonard, hustru Emma Sofia samt fem söner och två döttrar. Att bli torpare istället för statare var ett socialt och ekonomiskt lyft. År 1911 övertogs Björklund av Hesslings svärson Erik Gustaf Olsson, gift med dottern Amalia Elisabeth.
År 1929 flyttade de fyra ogifta syskonen Harry, Astrid, Einar och Gunhild Karlzén in i de båda bostadshusen. Harry, den äldste i syskonskaran (född 1902) stod som torpare och skötte jordbruket. Astrid och Gunhild uppfördes som tvätterskor i kyrkboken. Einar arbetade i Stockholm och på Berga örlogsbas. Han blev den sista bofasta torparen på Björklund och löste in fastigheten 1981 som han hade i sin ägo till sin död 1985. Därefter såldes Karlzéns stärbhus på auktion.
År 2007 brann torpet ner men återuppbyggdes. Bebyggelsen bestod 2021 av två bostadshus på ömse sidor av Björklundsvägen som är en sista rest efter den gamla häradsvägen mellan Västerhaninge kyrka och Jordbro. Söder om bostadshusen ligger några ekonomibyggnader och hästhagar. På Björklund bedrivs jordbruk och hästverksamhet.